# Castillo de Medieșu Aurit
El castillo de Medieșu Aurit (en húngaro: Aranyosmeggyes vára o castillo Lónyai (en rumano: castelul Lónyai) es un complejo de ruinas de un castillo, monument istoric de interés nacional, situado en Medieșu Aurit, en el distrito de Satu Mare, Rumanía.
El castillo, construido en el siglo XIII, fue un importante centro en la historia de Transilvania.
Está incluido en la Lista de monumente istorice de Rumanía con el identificador LMI SM-II-a-A-05332. Su código RAN en el Repertorio Arqueológico Nacional es el 138093.04.

## Historia

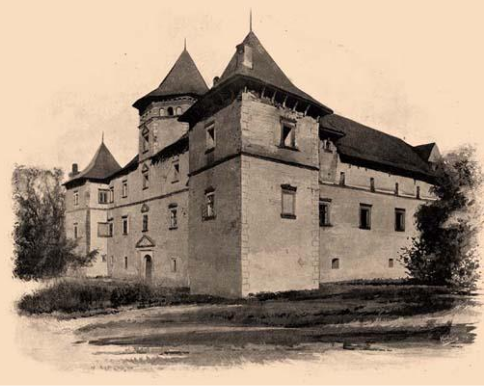
El castillo hacia 1880.

Es mencionado por primera vez como villa Megyes, en una carta de privilegios de 1271 del rey Esteban V a los hospes de la localidad.
En 1278 era propiedad de András, hijo de Jacob del clan Kaplon. András, en una ocasión intentó atacar al sucesor de Esteban, Ladislao IV, golpeando su cabeza con una maza, por lo que el señor de Megyes fue desposeído de todas sus propiedades. Ladislao entregó entonces el señorío al voivoda de Transilvania a Nicolás del clan Pok, hijo de Mauricio, el maestre del tesoro de Bela IV hasta 1269. Sus descendientes poseerían el castillo en adelante. Se conoce que Simon Meggyesi y su hermano János eran los señores del castillo y del asentamiento desde 1429. En 1442 era propiedad de Móricz Móriczhidai, y, tras la extinción de su familia en 1493, fue ocupado por la fuerza por Andrés y Esteban Báthory, por lo que el castillo fue objeto de litigio hasta 1520. El castillo fue poco a poco deteriorándose al no ser habitado por los Báthory.
El castillo pertenecería a la familia hasta 1626. En 1630 fue concedido a Segismundo Lónyai, cuya madre, Kata Báthory de Somlya, pertenecía a la casa de Báthory. Comenzó a renovar el castillo, fortificándolo con murallas, baluartes y puentes levadizos. El castillo que fue reconstruido en estilo renacentista se convertiría en su residencia más importante. En el frente de la entrada se halla una inscripción latina que afirma la reconstrucción por Segismundo Lónyai, conde de Kraszna:

Anno Domnini MDCXXX Magnificus Sigismund of Lonia comes comitatus crasnensis a fvndamentis extrvxit.

Tras la muerte de Segismundo Lónyay, su hija, esposa del príncipe de Transilvania Juan Kemény, Anna Lónyai, heredó el castillo. En 1669 alentó a los nobles locales a atacar a la guarnición mercenaria alemana del castillo de Satu Mare (Szatmár), que asolaban el campo circundante con sus incursiones, en el cercano bosque de Gombás. A causa de ello, fue presentada una denuncia por traición contra Anna, se confiscaron sus propiedades y se demolió el castillo volando sus baluartes. Más tarde, en 1707, en el curso de la guerra de independencia de Rákóczi, fue incendiado. La propiedad pasó al tesoro real como parte del señorío del castillo de Satu Mare.
En 1732, la propiedad del castillo fue heredada por el barón Ferenc Wesselényi, quien mandó construir un nuevo castillo en el emplazamiento del anterior. Las edificaciones existentes en la actualidad fueron construidas a lo largo del siglo XVIII y en su construcción se reutilizaron los materiales del antiguo castillo. La construcción está entre los monumentos más característicos del Renacimiento en Transilvania, aunque delata cierta influencia del norte. Fue heredado de Ferenc por la condesa Zsuzsanna Bethlen y el conde Sámuel Teleki (1739-1822), y pertenecería a sus descendientes hasta principios del siglo XX.
A principios del siglo XX, pasó a ser propiedad de la reina María de Rumanía. En la Segunda Guerra Mundial, las tropas alemanas en retirada lo utilizaron como depósito de municiones que acabó por explotar, quedando sin cubierta y arruinado.

## Galería

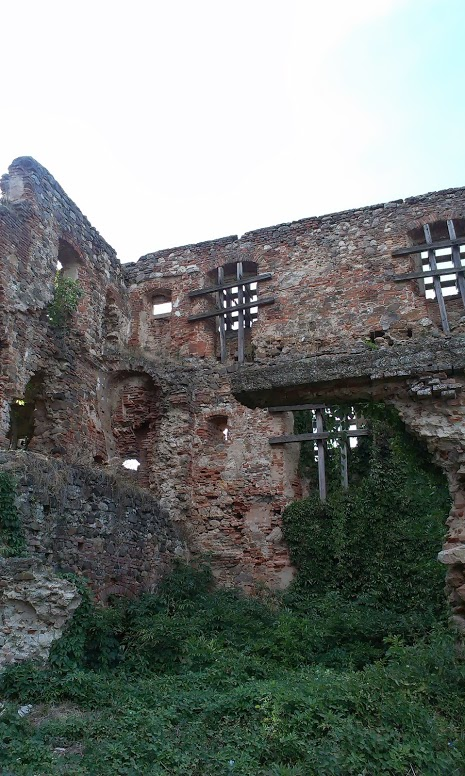
Ruinas del castillo.
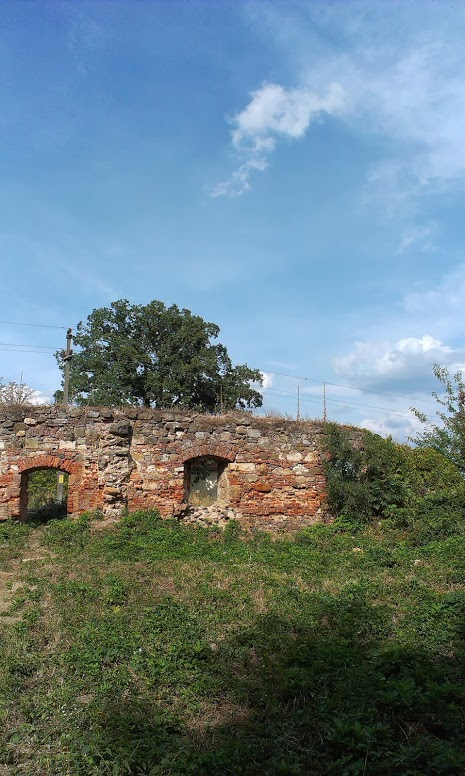
Ruinas del castillo.
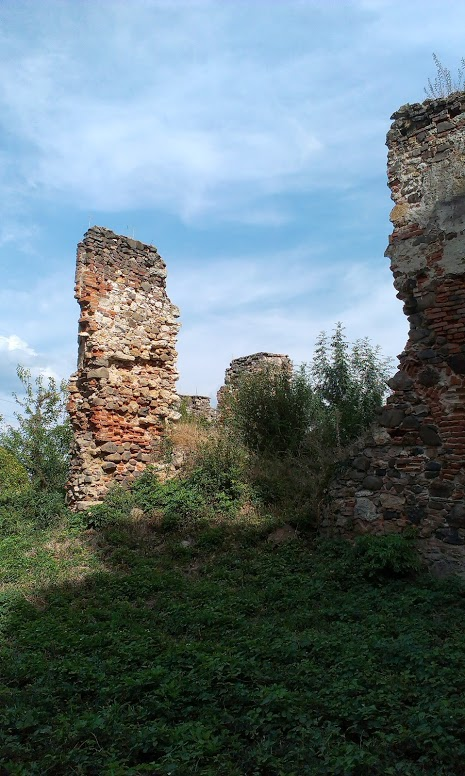
Ruinas del castillo.
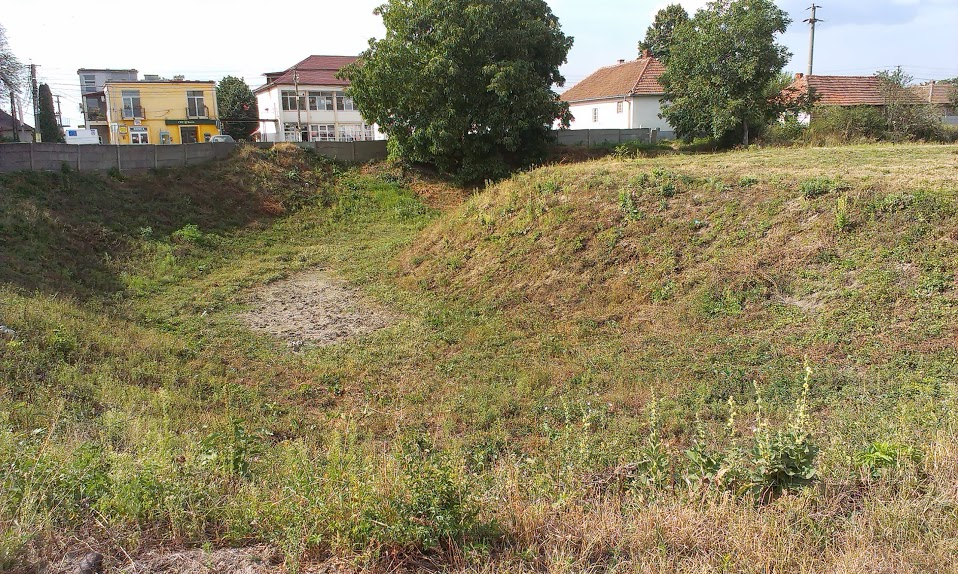
Antiguo foso del castillo.